# Cijantung (Pasar Rebo)
Cijantung is een plaats (wijk) - (kelurahan) in het bestuurlijke gebied Pasar Rebo, Jakarta Timur (Oost-Jakarta) in de provincie Jakarta, Indonesië.  De plaats telt 42.736 inwoners (volkstelling 2010).